# Iñaki de Rentería
Ignacio Gracia Arregui, mais conhecido pelo pseudônimo Iñaki de Rentería, (Errenteria, 30 de novembro de 1955) é um guerrilheiro basco e líder do bando armado Euskadi Ta Askatasuna (ETA).
Segundo versões, juntou-se ao grupo separatista basco ETA ainda na juventude, para combater a ditadura de Francisco Franco, que reprimiu brutalmente a cultura basca até morrer em 1975. Em 1977, Iñaki recebeu a anistia para membros do ETA pelo novo governo civil, mas foi voltou à clandestinidade.
De acordo com a biografia oficial das polícias, recebeu treinamento para guerrilha na Argélia, transformando-se em comandante militar em 1980. Foi preso na Espanha por pequenos delitos em 1981 e em 1982, mas foi solto ambas as vezes. Viveu ilegalmente na França a partir de 1987. Investigadores acreditavam que Iñaki fosse líder supremo do ETA desde 1992, quando caiu em um vácuo à esquerda pela apreensão de 24 supostos líderes do ETA na cidade basca de Bidart, no sudoeste da França. Por ironia, Bidart era também a cidade onde Iñaki foi capturado em ação em setembro 2000. É suspeito de encomendar uma tentativa do assassinato do Rei Juan Carlos em 1995.
Os especialistas no ETA acreditam que, como líder da operação militar da guerrilha, a autoridade de Iñaki era rivalizada somente pela de Mikel Albizu, que seria chefe ideológico do grupo. Em fevereiro de 2000, foi julgado à revelia na França e condenado a seis anos de prisão por conspiração, posse de arma e falsidade ideológica. A prisão de Ignacio Gracia Arregui aconteceu dois dias depois que outros 20 supostos líderes do ETA foram presos, numa operação que as polícias espanhola e francesa definiram como devastadora para a guerrilha.